# Dimitrios (Kommatas)
Dimitrios (světským jménem: Dimitrios Kommatas; * 26. října 1952, Istanbul) je řecký pravoslavný duchovní Konstantinopolského patriarchátu, arcibiskup a metropolita Princových ostrovů.

## Život
Narodil se 26. října 1952 v Istanbulu ve čtvrti Kurtuluş.
Studoval na Řecké pravoslavné škole ve Fanaru. Poté odešel na Teologickou školu Chalki nacházející se na řeckém ostrově. Roku 1975 začal studovat na Aristotelově univerzitě v Soluni.
V letech 1980-1981 studoval na Oak Hill College v Londýně.
Dne 14. července 1974 byl metropolitou Chalkédónu Melitonem (Chadzisem) rukopoložen na diákona. V letech 1975-1977 sloužil jako třetí diákon patriarchy a v letech 1977-1985 jako druhý diákon patriarchy. V letech 1985-1990 byl archidiákonem chrámu svatého Jiří v Istanbulu.
Dne 14. října 1990 byl rukopoložen na jereje. Stejného roku byl Svatým synodem zvolen titulárním metropolitou Sebastei. Dne 4. listopadu proběhla jeho biskupská chirotonie. V letech 1990-1992 byl igumenem monastýru Životodárného pramene v Istanbulu.
Roku 1991 byl jmenován vedoucím osobního sekretariátu patriarchy. Roku 1994 se stal vládnoucím metropolitou Sebastei.
Roku 2008 odjel patriarcha Bartoloměj do Ženevy a svým zástupcem na patriarchálním trůnu jmenoval metropolitu Theodoropolisu Germanose (Athanasiadise). Metropolita Dimitrios s tímto rozhodnutím nesouhlasil a odmítl uposlechnout metropolitu Germanose. Patriarcha Bartoloměj po svém návratu požadoval vysvětlení a metropolita odpověděl žádostí o jmenování na prestižní metropolitní stolec Chalkédón. Poté co byl odmítnut, podal rezignaci, která byla přijata. V solidaritě s metropolitou Dimitriosem podal také rezignaci metropolita Filadelfie Meliton (Karas). Svou pozici ztratil také velký protosynkel metropolita Ikonionu Theoliptos (Fenerlis).
Dne 19. dubna 2018 byl zvolen metropolitou Princových ostrovů.